# 井手氏
井手氏（いでし）
- 橘姓山城国綴喜郡の井手氏
  - 安芸国の井手氏
  - 越前国足羽郡井手郷の井手氏
- 藤原姓（北家）の井手氏
- 藤原姓（式家）の井手氏
- 伊予国名草郡の井手氏
- 肥前国の井手氏
- 肥後国の井手氏

## 橘姓井手氏
橘氏の祖である橘諸兄公は、京都、山城国綴喜郡井手の地にあそび、井手左大臣と呼ばれる。玉津岡神社を建立。（井手左大臣）
諸兄を祖にして、橘奈良麻呂もまた井手氏を名乗る。その後継である橘氏公もまた井手右大臣と呼ばれる。（井手右大臣）
井手清友、井手右大臣氏公が見える。信濃橘氏、越前の井手氏、安藝の井手氏はいずれも橘姓の井手氏なり。
- 井手今滋 : 橘曙覧（越前国）の長男
- 井手薫 : 井手今滋の長男

## 藤原姓（北家）井手氏
藤原北家である藤原道隆の支流に、道隆の子に、井手小将入道が見える。その本名は、藤原好親であり、右近衛少将を務めた。
好親の実母が橘清子であり、橘家の系図にあたる。

## 藤原姓（式家）井手氏
藤原種継は藤原宇合（藤原式家）の孫。種継の子に、井手湯守という人物がおり、井手宿禰姓を賜る（『続日本紀』延暦6年9月27日条）。

## 肥前国の井手氏
肥前国藤津郡に見える井手氏は、井手式部左衛橘正良の後裔。大村藩に仕える。鍋島直郷の母は、井手氏の出身。
後に満井家、間家、田川家に分家する。

## 肥後国の井手氏
肥後国の井手氏は、阿蘇家家臣。
- 井手長門入道道清 : 1424年（応永30年）5月26日、阿蘇惟郷の要求した家臣団への忠誠を誓わせる連署起請文に、「井手長門入道道清」の名がみえる[2]（阿蘇家文書写第14）。本貫地は一の宮町中通。
- 井手清右衛門尉豊宣 : 1536年、阿蘇惟将の出陣に際し、千寿丸初陣の祝いとして、赤飯と小一領神社絵巻物を献上。甲斐親直は、「いでやいで御船の城の敵の首わが手の内に握飯かな」と歌を詠んだ[3]。
- 井手玄蕃允豊治（げんばのじょうとよはる） : 1612年、矢部城（矢部愛藤寺）を宮原に移し、宮原町を起こす（『井手文書』「宗門史」）。
- 井手玄蕃允政次 : 1613年、初代矢部郷大庄屋[3]。
- 井手三郎 : 1863年出生。元衆議院議員（中央倶楽部）。
- 井手宣通 : 1912年出生。洋画家。